# Bertula nyctiphanta
Bertula nyctiphanta är en fjärilsart som beskrevs av Turner 1936. Bertula nyctiphanta ingår i släktet Bertula och familjen nattflyn. Inga underarter finns listade i Catalogue of Life.

## Bildgalleri

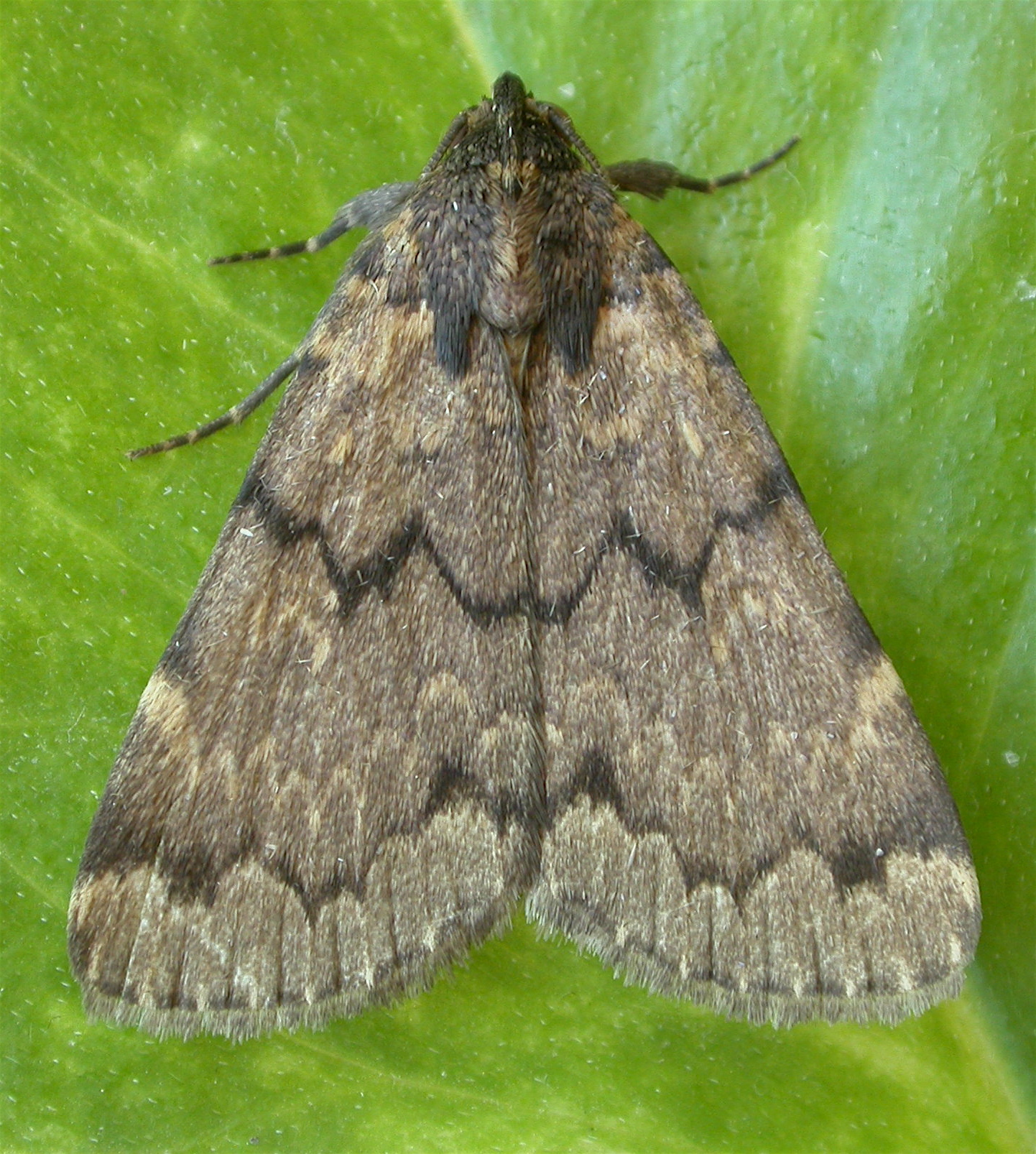
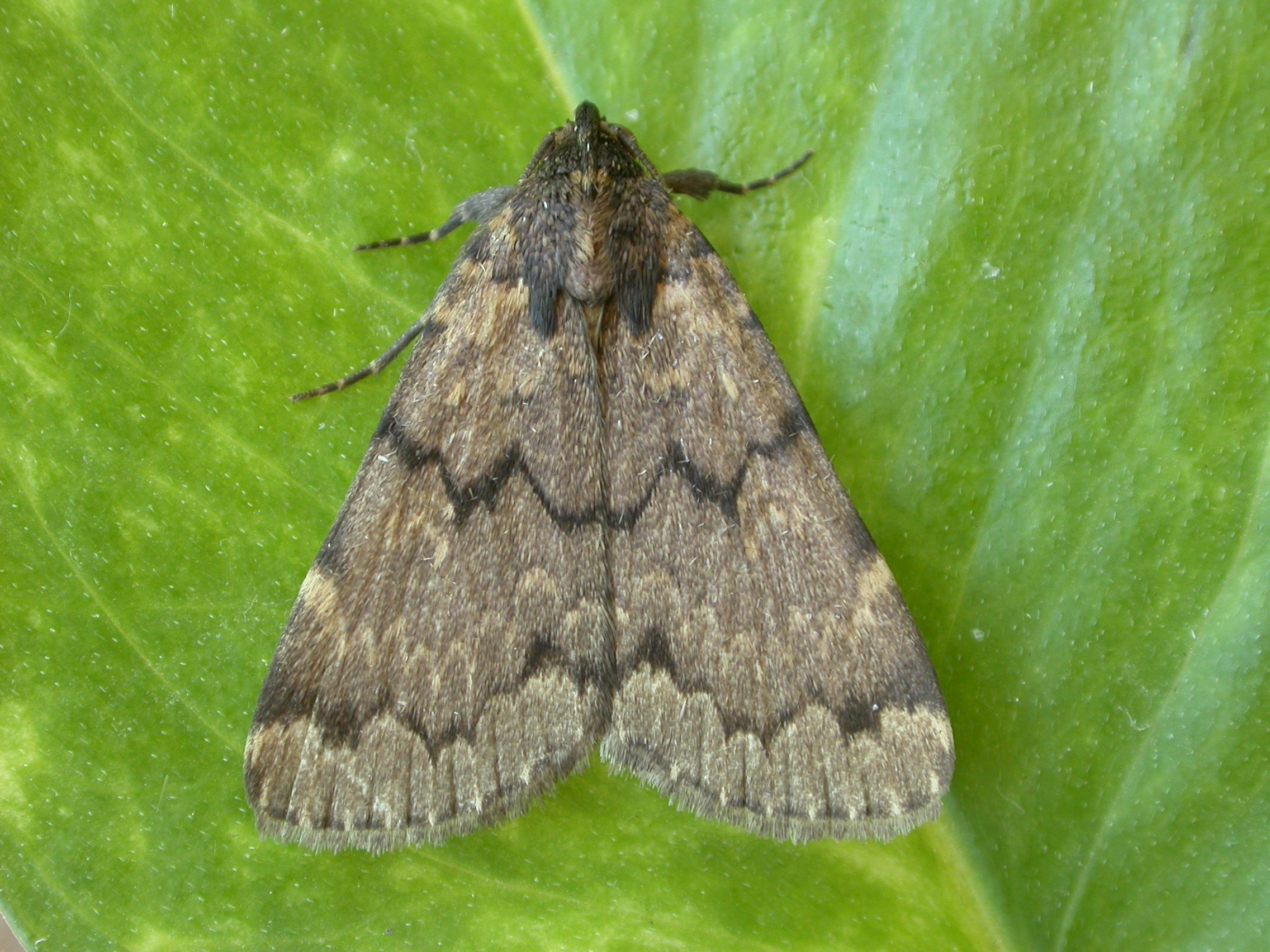